# NGC 4767B
NGC 4767B је спирална галаксија у сазвежђу Кентаур која се налази на NGC листи објеката дубоког неба.
Деклинација објекта је - 39° 51' 11" а ректасцензија 12h 54m 44,9s. Привидна величина (магнитуда) објекта NGC 4767 износи 13,1 а фотографска магнитуда 13,8. NGC 4767B је још познат и под ознакама ESO 323-41, MCG -7-27-15, DCL 379, IRAS 12519-3934, PGC 43954.